# Bobo s'évade
Bobo s'évade est la première histoire de la série Bobo de Paul Deliège et Maurice Rosy. Elle est publiée pour la première fois le 11 mai 1961 dans le no 1204 du journal Spirou sous forme de mini-récit.

## Univers

### Synopsis
Bobo, qui est enfermé dans le pénitencier d'Inzepoket, a mis au point avec son second, Julot-les-Pinceaux, un plan pour s'en évader. Après être sorti de sa cellule par la fenêtre il retrouve son second qui a l'idée de le cacher dans un landau pour le faire s'éloigner incognito. Alors que l'avis de recherche concernant Bobo est transmis à la police, dans la rue Julot trébuche et lâche le landau qui dévale une descente à toute allure. Commence alors pour Bobo un incontrôlable « voyage » qui après la descente le propulsera dans les airs.

### Personnages
- Bobo, personnage principal de l'histoire et de la série. C'est un bagnard du pénitencier d'Inzepoket. Il fait son apparition à la planche numérotée quatre.
- Julot-les-Pinceaux, second de Bobo, il l'aide à s'évader et c'est lui qui a l'idée de transporter Bobo dans un landau. Il fait son apparition à la planche numérotée quatre.
- Les gardiens de prison.
- Les policiers.
- L'homme qui répond à la radio.
- Le vendeur d'œufs.
- Le monsieur moustachu.
- L'égoutier.
- Léon, le pâtissier.
- Le vendeur de ballons.
- Le petit garçon.
- Le travailleur qui prend des pilules.
- Le travailleur qui boit.
- Madame Fenouille.
- Madame Muche.
- Les gens de la foire.
- Marius le Brochet.
- Les spectateurs de Marius.
- Le mécano et son patron.
- Les basketteurs de l'Union.

## Historique
La première histoire de Bobo parait comme mini-récit du no 1204 du journal Spirou. Les mini-récit, qui sont des histoires complètes de trente-deux planches que le lecteur doit découper lui-même, paraissent depuis maintenant deux ans au rythme de un par semaine et permettent surtout à des jeunes auteurs de débuter avant d'intégrer pleinement le journal. Le créateur de Bobo, Maurice Rosy, n'est pas du tout un débutant. Il a déjà scénarisé pour les plus grands et surtout il occupe le poste de directeur artistique des éditions Dupuis. L'idée d'un bagnard comme héros d'une série vient à l'esprit de Maurice Rosy après une discussion avec Charles Dupuis sur la genèse d'un héros de bande dessinée. L'idée est alors d'en faire un anti-héros moche, amoral et toujours dans les mêmes décors. Il propose alors à Paul Deliège de s'occuper de l'encrage des planches qu'il crayonne lui-même. Le 11 mai 1961, parait dans Spirou cette première histoire de Bobo.

## Publication

### Revues
L'histoire Bobo s'évade est publiée le 11 mai 1961 comme mini-récit du no 1204 du journal Spirou dont elle porte le no 61. Il est alors composé de trente-deux planches.

### Album
L'histoire Bobo s'évade est reprise avec neuf autres mini-récits dans l'intégrale simplement nommé Bobo : 10 mini récit par Rosy & Deliège paru en septembre 2010 aux éditions Dupuis. Pour l'occasion les planches paraissent en noir et blanc.